# Mike Haynes
Michael James „Mike“ Haynes (* 1. Juli 1953 in Denison, Texas), Spitzname: "Luxury", ist ein ehemaliger US-amerikanischer American-Football-Spieler. Er spielte als Cornerback in der National Football League bei den New England Patriots und den Los Angeles Raiders.

## Jugend
Mike Haynes wurde in Texas geboren, wuchs allerdings in Los Angeles auf, wo er auch die High School besuchte. Als Leichtathlet und Footballspieler wurde er aufgrund seiner sportlichen Leistungen von seiner Schule ausgezeichnet und im letzten Schuljahr zum Athlet des Jahres gewählt.

## Spielerlaufbahn

### Collegekarriere
Mike Haynes studierte von 1972 bis 1975 an der Arizona State University. Am College spielte er wie in der High School Football, war aber weiterhin auch als Leichtathlet tätig. Im Weitsprung gewann er die Conferencemeisterschaft. Für die Footballmannschaft lief er in der Defense als Cornerback auf, spielte aber auch in den Special Teams der Collegemannschaft. In den Jahren 1972, 1973 und 1975 gewann er mit seinem Team die Ligameisterschaft und zog jeweils in den Fiesta Bowl ein. Alle drei Spiele wurden von seinem Team gewonnen. Im Jahr 1972 blieb sein Team ungeschlagen und wurde daher zur landesweit zweitbesten Collegemannschaft gewählt. Haynes wurde dreimal in die Ligaauswahl gewählt, 1972 und 1975 erfolgte jeweils die Wahl zum All-American. Während seiner Studienzeit in Arizona konnte er 17 Pässe des gegnerischen Quarterbacks abfangen.

### Profikarriere
Haynes wurde im Jahr 1976 von den New England Patriots in der ersten Runde an fünfter Stelle gedraftet. Bereits in seinem Rookiespieljahr wurde Haynes als Starter in der Defense eingesetzt. Ihm gelangen in dieser Saison acht Interceptions, mit denen er einen Raumgewinn von 90 Yards erzielen konnte. Obwohl die Patriots in den Jahren 1976, 1978 und 1982 in die Play-offs einziehen konnte, gelang ihnen kein Titelgewinn. Haynes zeigte sich während seiner Spielzeit in Foxborough mehrfach mit seinem Vertrag unzufrieden. Um eine Vertragsverbesserung zu erzwingen, trat er im Jahr 1980 in den ersten drei Saisonspielen nicht an. 1983 setzte er sogar für elf Spiele aus und erreichte, dass die Patriots ihn im Laufe der Saison zu den Raiders abgaben. Der Wechsel zu den von Tom Flores trainierten Raiders sollte sich für Haynes bereits in seinem ersten Spieljahr in Kalifornien als Glücksfall erweisen. Die Raiders zogen in das NFC Championship Game ein und konnten dort die Seattle Seahawks mit 30:14 besiegen. Der Sieg bedeutete für die Raiders den Einzug in den Super Bowl, wo man auf die Washington Redskins traf. Die von Joe Gibbs betreuten Redskins waren im Super Bowl XVIII chancenlos und mussten sich mit 38:9 geschlagen geben. Haynes konnte in dem Spiel einen Pass von Joe Theismann, dem Quarterback der Redskins, abfangen und so maßgeblich zum Sieg seiner Mannschaft beitragen. Im folgenden Jahr konnten sich die Raiders erneut für Play-offs qualifizieren, schieden allerdings früh aus. Der Höhepunkt für Haynes in dieser Saison war ein Spiel gegen die Miami Dolphins am 4. Dezember. Bereits zu Beginn des Spiels konnte er einen Pass von Dan Marino abfangen und den Ball über eine Strecke von 97 Yards in die Endzone der Dolphins tragen. Im Laufe des Spiels fing Haynes einen zweiten Pass von Marino ab und konnte diesmal einen Raumgewinn von 54 Yards erzielen. Der erzielte Raumgewinn ist noch heute Vereinsrekord. Nach 177 Spielen in der NFL beendete Mike Haynes nach der Spielzeit 1989 seine Laufbahn.

## Nach der NFL
Michael Haynes arbeitete nach seiner Spielerlaufbahn beim Fernsehen und bei der Firma Callaway Golf. Er lebt in Del Mar, Kalifornien.

## Ehrungen
Mike Haynes ist einer der am meisten geehrten Footballspieler der NFL. Er spielte neunmal im Pro Bowl, dem Abschlussspiel der besten Spieler einer Saison und wurde achtmal zum All-Pro gewählt. Im Jahr 1976 wurde er NFL Defensive Rookie of the Year und zum Rookie of the Year gewählt. 1984 gewann er die George S. Halas Trophy eine Auszeichnung für den besten Abwehrspieler des Jahres. Er ist Mitglied im NFL 75th Anniversary All-Time Team und im NFL 1980s All-Decade Team. 1997 wurde er in die Pro Football Hall of Fame aufgenommen, im Jahr 2001 erfolgte die Aufnahme in die College Football Hall of Fame. Die New England Patriots haben seine Rückennummer 40 gesperrt.